# Shaanxinus anguilliformis
Espèce
Synonymes
- Walckenaeria anguilliformis Xia, Zhang, Gao, Fei & Kim, 2001

Shaanxinus anguilliformis est une espèce d'araignées aranéomorphes de la famille des Linyphiidae.

## Distribution
Cette espèce est endémique du Hebei en Chine,. Elle se rencontre vers Shijiazhuang.

## Description
Le mâle holotype mesure 2,21 mm et la femelle paratype 2,27 mm.

## Publication originale
- Xia, Zhang, Gao, Fei & Kim, 2001 : Three new species of spiders of Erigoninae (Araneae: Lihyphiidae) from China. Korean Arachnology, vol. 17, p. 161-168.